# 長野県道15号飯島飯田線

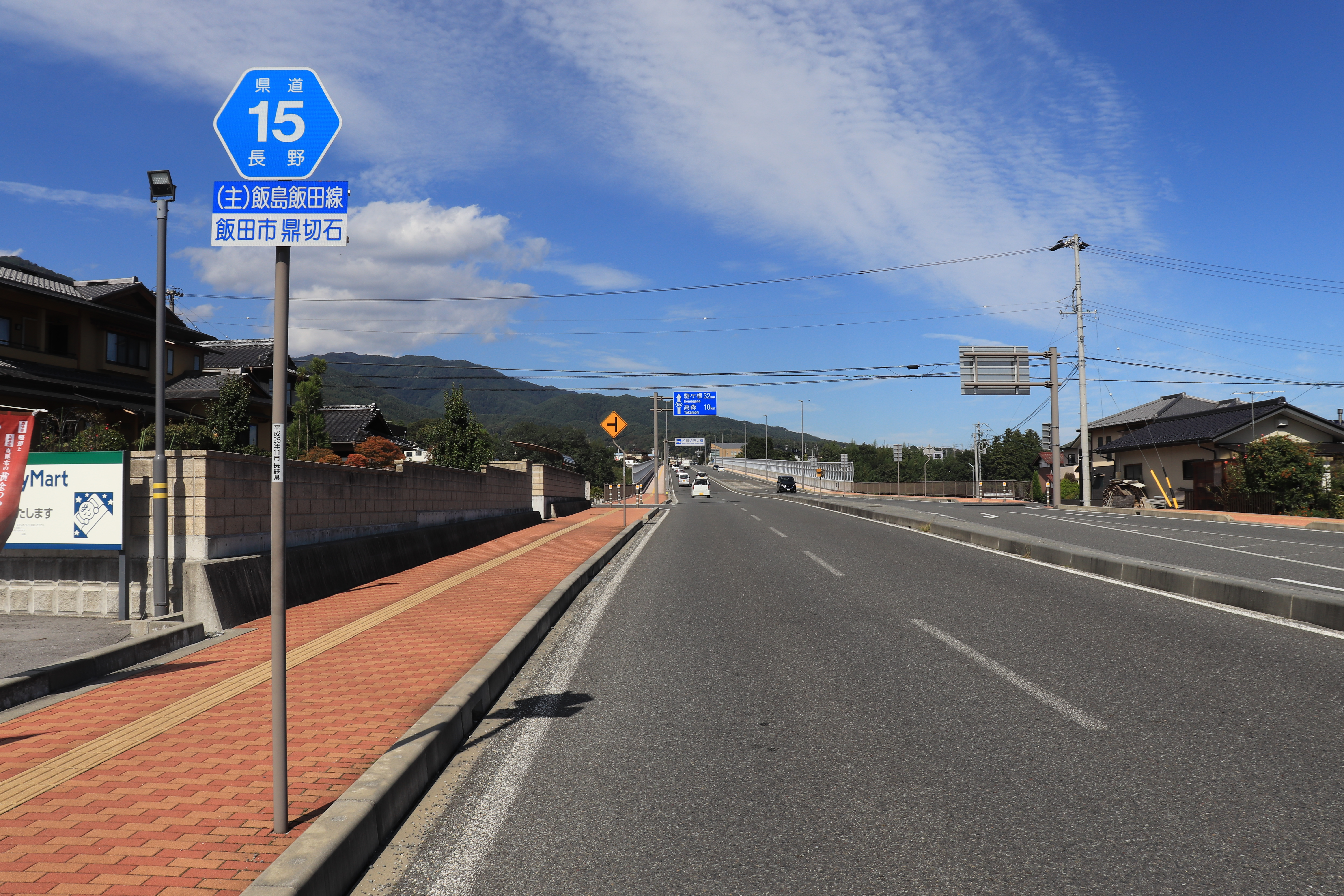
長野県道15号飯島飯田線、前方に松川に架かる松川切石大橋、飯田市鼎切石にて

長野県道15号飯島飯田線（ながのけんどう15ごう いいじまいいだせん）は、長野県上伊那郡飯島町から飯田市に至る主要地方道（長野県道）である。

## 概要
長野県上伊那郡飯島町与田切（よたぎり）の国道153号交点を起点とし、中央自動車道、JR飯田線に挟まれた河岸段丘を南下、飯田市の国道151号交点に至る。古来からの三州街道（伊那街道）および旧国道153号である。
飯島町での道筋はそのまま国道153号の旧道であり、日影坂と呼ばれる坂を越えて段丘の上に出ると、柏木交差点で伊那中部広域農道と接続する。
下伊那郡側の県道15号の松川町以南はセンターラインのない細い道であることもあり、並行して整備されている伊那南部広域農道がバイパス道路の役割を果たす。
飯島町から松川町へ走る場合、松川町に入ってすぐに飯島飯田線と広域農道の交差点があるが、広域農道に車を誘導する構造になっている。また、終点近くに、吾妻町ロータリーと、東和町交差点の2ヶ所のラウンドアバウトがある。

### 路線データ
- 路線認定[1]
  - 起点：上伊那郡飯島町
  - 終点：飯田市
  - 重要な経過地：下伊那郡高森町
- 道路の区域[2]
  - 起点：上伊那郡飯島町字与田切1番の1地先（与田切交差点、国道153号交点）
  - 終点：飯田市育良町2丁目1番の1地先（飯田インター東交差点、国道153号交点）[3]
  - 実延長：26.0872 km
- 道路法第7条第1項該当号：4号[4]

## 歴史

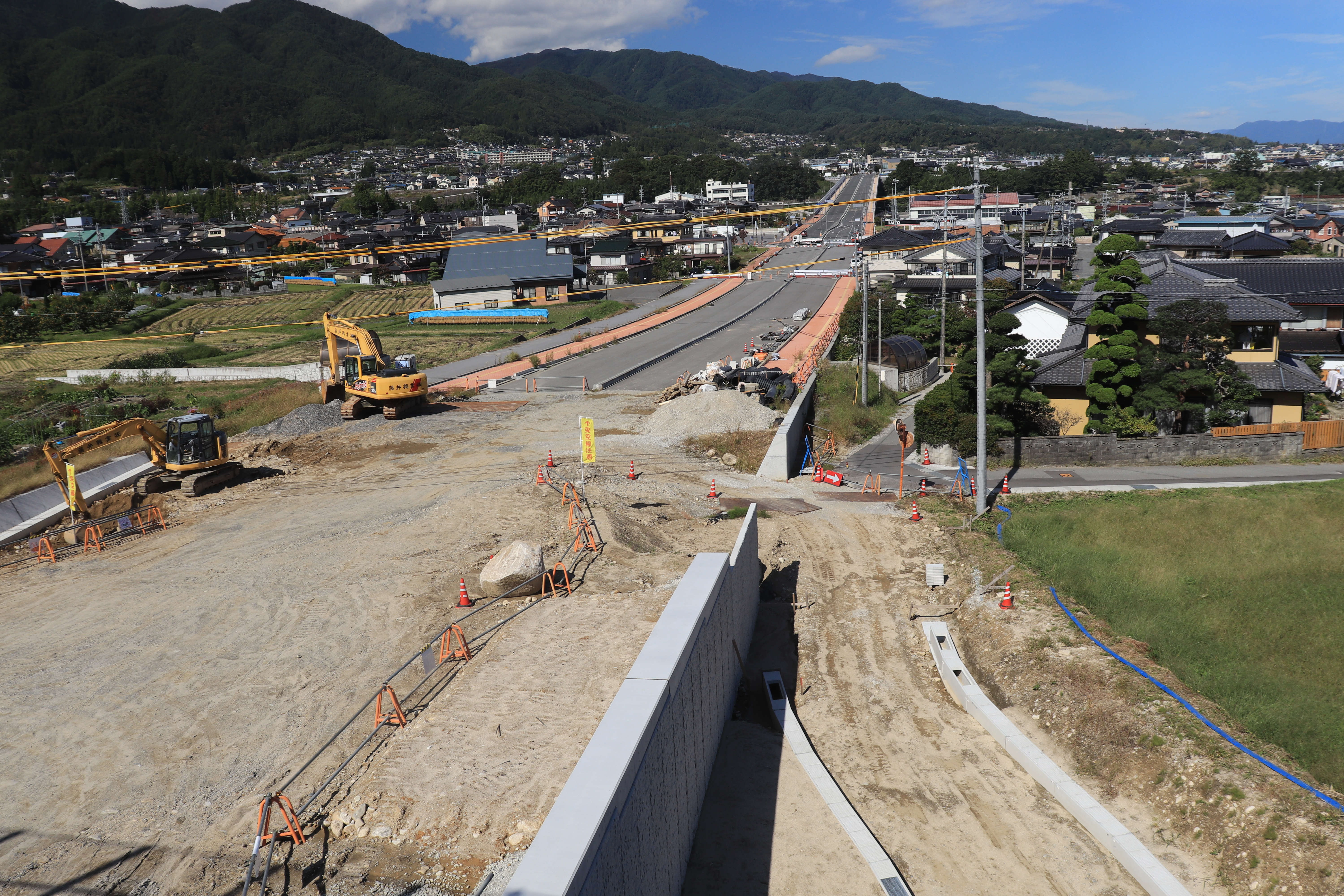
建設中の長野県道15号飯島飯田線、切石体育館前交差点から南側の区間（2019年度末開通予定）、飯田市鼎切石にて（2018年10月撮影）

- 1959年（昭和34年）8月1日：長野県が一般県道飯島飯田線の路線を認定[5]。
- 1973年（昭和48年）7月23日 - 一般県道216号飯島飯田線となる。
- 1993年（平成5年）5月11日：建設省（現・国土交通省）から、一般県道飯島飯田線が飯島飯田線として主要地方道に指定される[6]。
- 1994年（平成6年）4月1日：長野県道216号飯島飯田線を長野県道15号飯島飯田線へ変更[1]。

※ 長野県道15号は主要地方道茅野佐久町線で使われていたが、1981年（昭和56年）4月30日に一般国道299号へ昇格編入されたことに伴い1982年9月13日に廃止され、1994年3月まで15が欠番となっていた。

## 路線状況

### 道の駅
- 道の駅花の里いいじま

## 地理

### 通過する自治体
- 上伊那郡
  - 飯島町
- 下伊那郡
  - 松川町
  - 高森町
- 飯田市

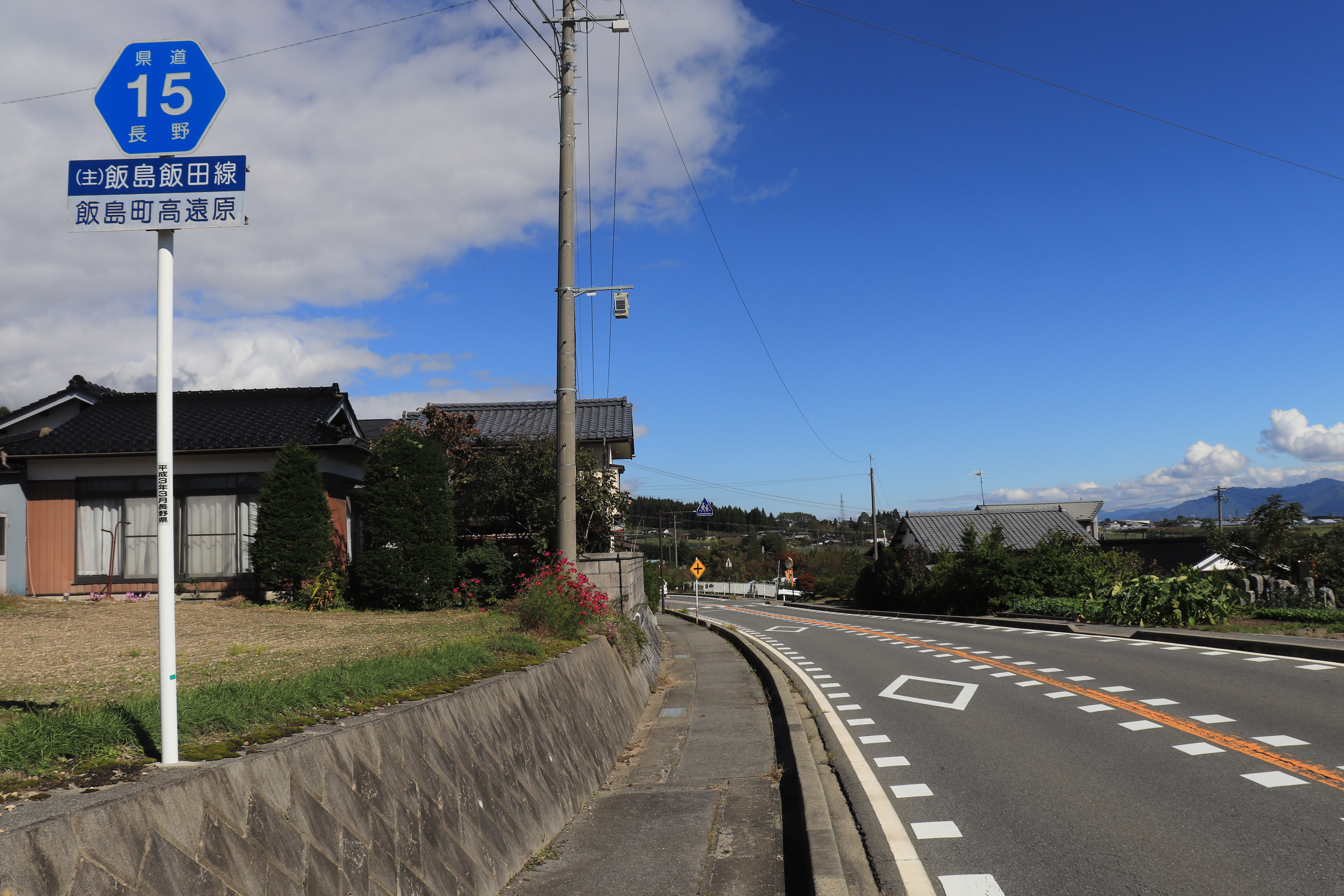
上伊那郡飯島町七久保
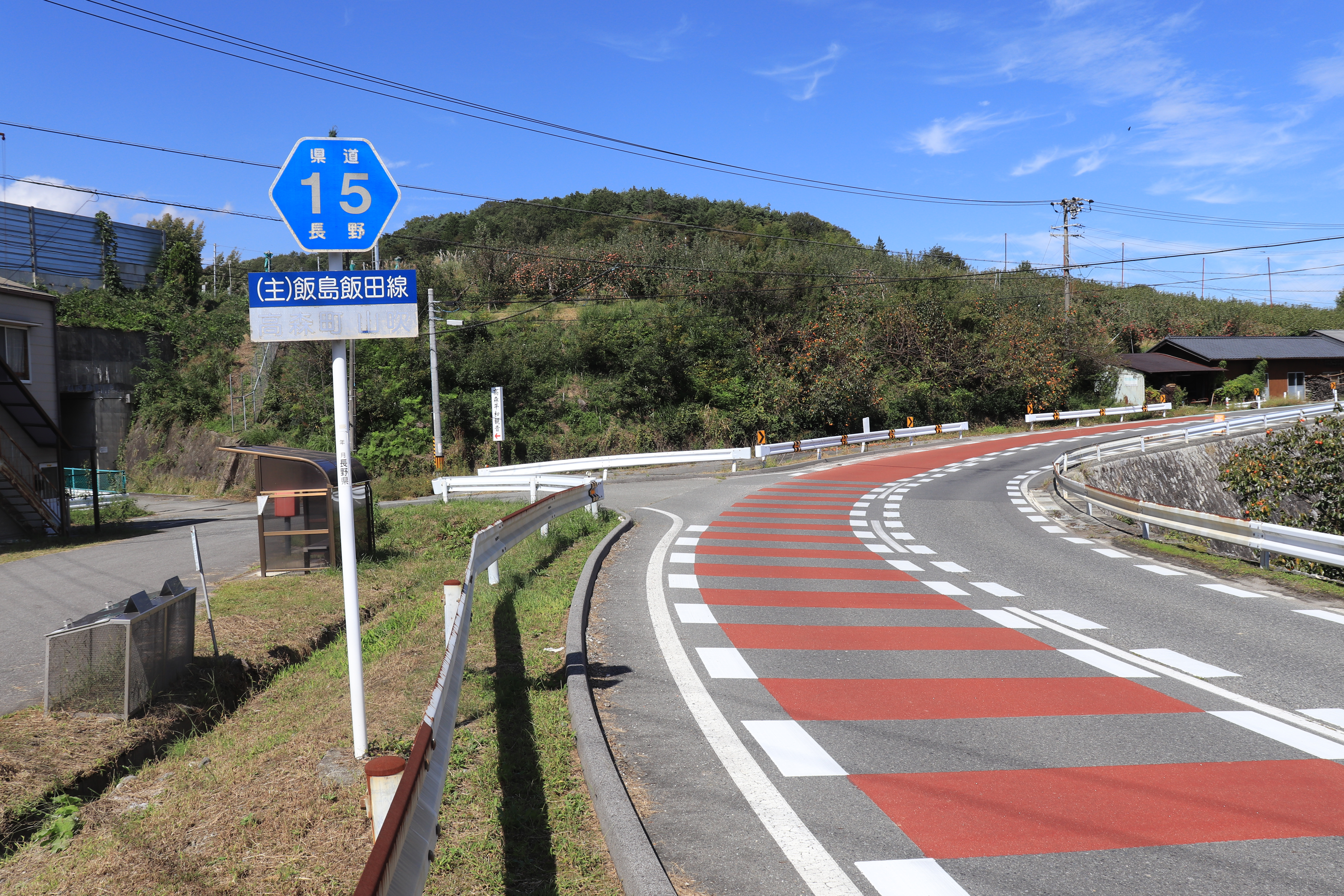
下伊那郡高森町山吹
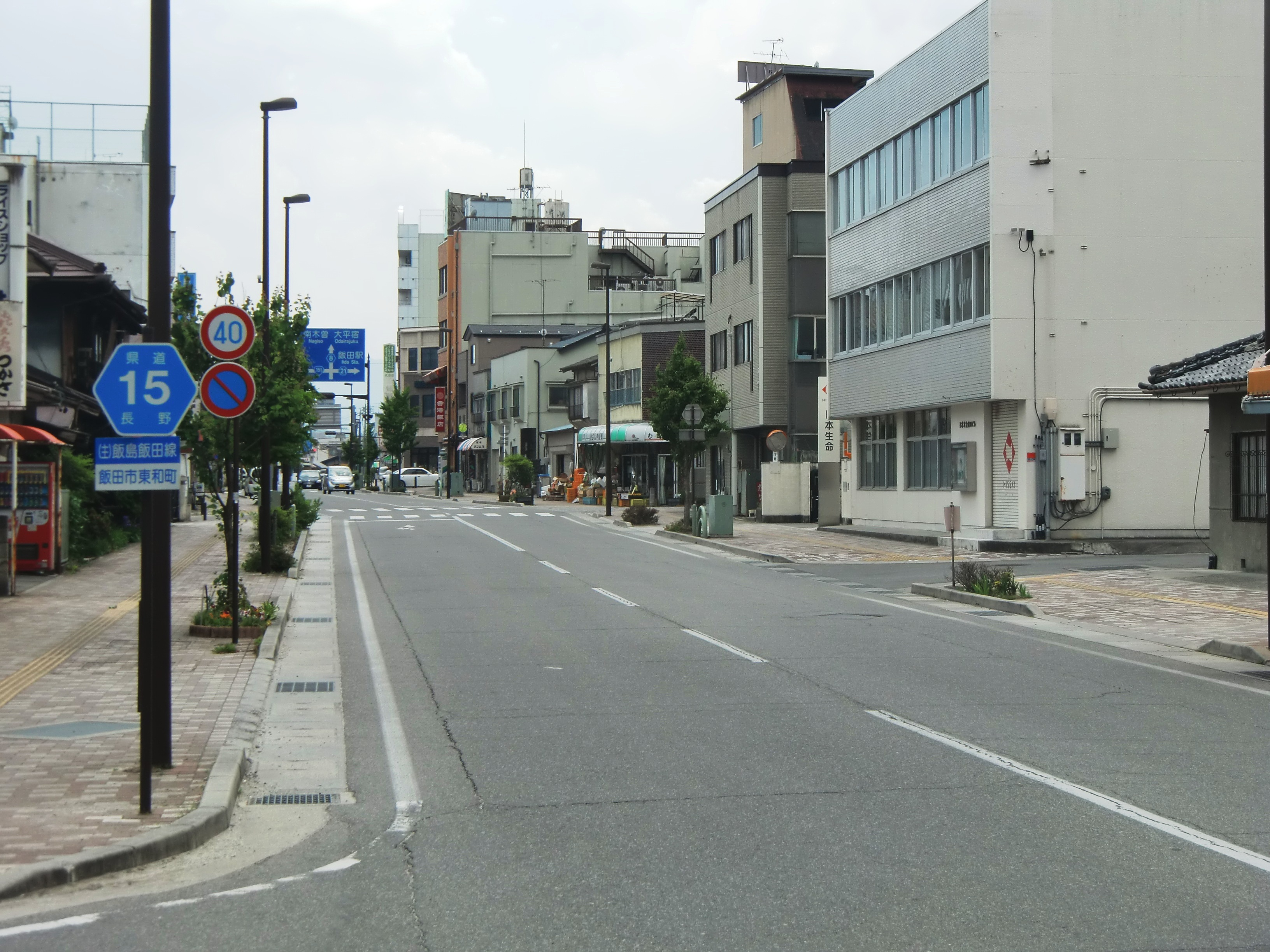
飯田市東和町

### 交差する道路
- 国道153号（上伊那郡飯島町飯島・与田切交差点、起点）
- 長野県道219号七久保停車場線・長野県道220号千人塚公園線（上伊那郡飯島町七久保・七久保駅入口交差点）
- 長野県道223号上片桐停車場線（下伊那郡松川町大島）
- 中央自動車道 松川インターチェンジ・長野県道59号松川インター大鹿線（下伊那郡松川町大島・松川インター交差点）
- 長野県道428号山吹停車場線（下伊那郡高森町山吹）
- 長野県道227号市田停車場上市田線（下伊那郡高森町上市田）
- 長野県道229号市場桜町線（飯田市桜町・桜町一二丁目）
- 国道151号・長野県道8号飯田南木曽線・長野県道21号飯田停車場線（飯田市中央通り3丁目・中央通り3・4丁目交差点）
未供用区間あり、部分開通
- 国道153号・長野県道444号駄科大瀬木線（飯田市育良町2丁目・飯田インター東交差点、終点）

### 沿線にある施設など
- 千人塚公園
- JR飯田線
  - 七久保駅、高遠原駅、桜町駅、飯田駅
- 中央自動車道
  - 松川バスストップ、高森バスストップ